# المو (تگزاس)
المو، تگزاس(به انگلیسی: Elmo, Texas) شهری در ایالت تگزاس از ایالات جنوبی ایالات متحده آمریکا است. در سرشماری سال ۲۰۰۰، جمعیت این شهر ۹۰ نفر اعلام شد.